# Verreibung (Drucktechnik)
Die Verreibung bezeichnet eine Drucktechnik, bei der Farbpigmente homogen vernetzt werden, um Lufteinschlüsse zu entfernen. Im maschinellen Druck werden die Druckfarben aus Farbkästen mit einer Walze abgenommen, durch mehrere Walzen gleichmäßig verrieben und erst dann auf die Druckplatte aufgetragen.

## Andere Verwendung
Gelegentlich wird die Technik des abgestuften Farbauftrags (bokashi) auf frühen chinesischen Mehrfarbendrucken und japanischen Farbholzschnitten, bei denen diese Technik überwiegend in der ersten Hälfte des 19. Jahrhunderts zum Einsatz kam, ebenfalls als „Verreibung“ bezeichnet.
Auch in der Lithographie spricht man von Verreibung als einer Maltechnik, bei der die aufgetragene Kreide gewischt und verrieben wird, um eine schummrige Wirkung mit weichen Übergängen zu erzielen.